# Bolesław Gebert
Bolesław Konstanty Gebert, Bill Gebert (ur. 22 lipca 1895 we wsi Tatary zm. 13 lutego 1986 w Warszawie) – robotnik, dziennikarz, polski i amerykański działacz komunistyczny, współzałożyciel Komunistycznej Partii Stanów Zjednoczonych i organizacji polonijnych w USA, ambasador PRL w Turcji, agent wywiadu INU NKGB ZSRR.

## Życiorys
Urodził się w rodzinie zubożałej szlachty, która po powstaniu styczniowym straciła ziemie. W 1912 roku (w trzeciej klasie szkoły podstawowej) za zniszczenie przez Bolesława szkolnego portretu cesarza rodzinie groziła zsyłka na Syberię. Do zsyłki nie doszło, ale postanowiono wyprawić „buntownika” z będących pod zaborami ziem polskich do USA. Pracował jako górnik w kopalni Auchincloss. Od 1912 roku członek UMWA. W 1914 roku zorganizował polski oddział Amerykańskiej Partii Socjalistycznej. W 1915 roku zorganizował w Wilkes-Barre pierwszą okręgową konferencję polskiej lewicy socjalistycznej w USA. 1916–1918 zatrudniony w fabryce samochodów Curtis w Buffalo. 1 września 1919 roku był jednym z założycieli Komunistycznej Partii Stanów Zjednoczonych. Wszedł do władz partii komunistycznej w Chicago i Pittsburghu. Był wydawcą polskich gazet socjalistycznych. Aresztowany w trakcie tzw. Palmer Raids nie został jednak deportowany. Powołany został do zarządu Komitetu Centralnego Komunistycznej Partii Stanów Zjednoczonych. Po deportacji Daniela Elbauma (1920 r.) został przedstawicielem the Polish Communist Federation.
W 1920 roku mieszkał w Detroit, gdzie wydawał trzy polskie gazety: Głos Robotniczy, Trybuna Robotnicza i Głos Ludowy. Jednocześnie został sekretarzem polskiego biura Partii Komunistycznej, był też polskim delegatem na szóstą Narodową Konwencję tej partii (odbyła się w Nowym Jorku w marcu 1929).
Po utworzeniu Kongresu Związków Zawodowych (CIO) przyczynił się do zasilenia jego szeregów Polakami. W 1920 roku, kiedy na ziemiach odrodzonej Polski trwała wojna polsko-bolszewicka, Gebert szerzył propagandę prosowiecką wśród robotników amerykańskich. Organizował także akcje mające na celu torpedowanie finansowego wsparcia Polonii Amerykańskiej dla obrony Polski w wojnie 1920 r. (akcja przeciwko wykupywaniu w USA polskich obligacji rządowych). Od 1924 roku pracował na budowach w Detroit. Został zastępcą członka Biura Politycznego Komitetu Centralnego KP USA, a w 1932 roku delegatem KP USA na XII Plenum Kominternu w Moskwie.
Za działalność komunistyczną 12 maja 1934 roku władze amerykańskie zdecydowały o jego deportacji ze Stanów Zjednoczonych do Polski. Polskie MSZ odrzuciło jednak możliwość przyjęcia go na terytorium RP, argumentując, że Gebert nigdy nie wystąpił o obywatelstwo polskie. W latach 1933–1938 publikował artykuły w biuletynie partyjnym KP USA pt. The Communist.

### II wojna światowa
Zwolennik sowieckiej inwazji na Polskę 17 września 1939 roku. Wzywał do uznania skutków zawartego przez ZSRR i III Rzeszę Paktu Ribbentrop-Mołotow. Podczas wiecu, który odbył się w Detroit dwa dni po agresji (19 września 1939 r.), Gebert agitował za poparciem dla ZSRR.
W 1940 roku został przewodniczącym stowarzyszenia Polonia Międzynarodowego Związku Robotniczego oraz Biura Polskiego KC KP USA.

### Okres powojenny
W 1945 roku Gebert wydał w USA publikację pt. „New Poland” (pol. Nowa Polska), w której poparł nowe władze komunistyczne oraz działania Związku Radzieckiego . W 1946 roku FBI kolejny raz zwróciło uwagę na działalność Geberta, który pełnił wówczas rolę sekretarza generalnego komunistycznej organizacji o nazwie Międzynarodowy Porządek Robotniczy. Rozwijał również działalność prosowieckiego Kongresu Słowiańskiego w USA. W 1947 roku Gebert opuścił Stany Zjednoczone, odpływając do Polski na pokładzie liniowca „MS Batory”.
Bolesław Gebert był agentem wywiadu ZSRR o pseudonimie Ataman, będącym ważnym źródłem dla oficera Ludowego Komisariatu Bezpieczeństwa Państwowego o pseudonimie Chan (Chan Selim). Depesze Geberta ujawniono w radzieckich raportach z 1944 roku rozszyfrowanych w ramach projektu Venona.
W latach 1949–1950 był sekretarzem Światowej Federacji Związków Zawodowych. W 1950 roku został przedstawicielem światowego ruchu związkowego przy ONZ i naczelnym redaktorem „Głosu Pracy”. W latach 50. był inwigilowany przez agentkę Ministerstwa Bezpieczeństwa Publicznego. Z relacji Józefa Światły wynika, że Geberta inwigilowała jego przyszła żona – Krystyna Poznańska. W latach 1960–1967 był ambasadorem PRL w Turcji. Od 1962 był członkiem Ogólnopolskiego Komitetu Pokoju. W 1967 roku przeszedł na emeryturę.

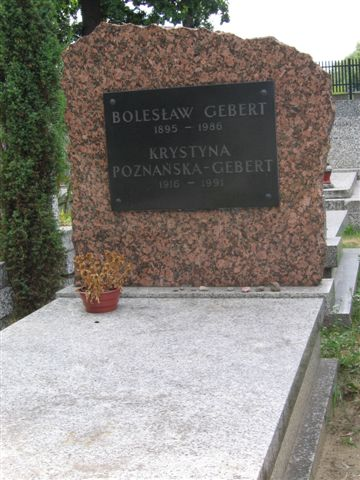
Nagrobek B. K. Geberta na cmentarzu Wojskowym na Powązkach w Warszawie

Pochowany na cmentarzu Wojskowym na Powązkach w Warszawie (kwatera IID4-1-6).

## Ordery i odznaczenia
- Order Sztandaru Pracy I (19 lipca 1955)[18]
- Order Sztandaru Pracy II klasy
- Krzyż Komandorski Orderu Odrodzenia Polski (17 maja 1946)[19]
- Złoty Krzyż Zasługi
- Medal 40-lecia Polski Ludowej[20]
- Medal 10-lecia Polski Ludowej[20]
- Medal "20-lecia Światowej Rady Pokoju" (1969)[21]

## Życie prywatne
Urodził się w katolickiej, rolniczej rodzinie Konstantego (1856–1941) i Jadwigi z Kropiewnickich. Dziadek Geberta, Adolf Gebert był powstańcem styczniowym, za co został zesłany na Sybir.
Miał czterech braci i siostrę (Eugenię). Spośród braci Piotr służył w armii rosyjskiej. W 1917 roku przeszedł na stronę rewolucji i wstąpił do Czerwonej Gwardii, potem do Armii Czerwonej. W 1924 roku został wywieziony na Syberię. Ze zsyłki został zwolniony i zamieszkał w Anapa, gdzie za agitację kontrrewolucyjną został aresztowany i 11 lutego 1938 roku rozstrzelany przez NKWD. Pozostali bracia: Mieczysław, Henryk i Aleksander byli członkami AK. Aleksander był aresztowany przez UB.
Podczas pobytu w USA, 10 maja 1920 roku poślubił pochodzącą z Rumunii Elvirę Koenig (1898–1974). Miał z nią syna Armanda Geberta (1922–2009), dziennikarza w Detroit.
Drugą żoną Bolesława była Krystyna Poznańska-Gebert (1916–1991) – polska prawniczka, doktor habilitowana nauk prawnych, dziennikarka, publicystka i tłumaczka, członek Związku Niezależnej Młodzieży Socjalistycznej „Życie”, chorąży 3 Dywizji Piechoty Ludowego Wojska Polskiego. Według Leszka Żebrowskiego, Krystyna Poznańska miała mieć stopień chorążego UB i organizować Wojewódzki Urząd Bezpieczeństwa Publicznego w Rzeszowie. Z Krystyną Poznańską Bolesław Gebert miał syna Konstantego, dziennikarza, publikującego również pod pseudonimem Dawid Warszawski. Jego pasierbicą była Lucyna Gebert.

## Publikacje autorstwa B.K. Geberta

### Książki
- B. Gebert, W. Weinstone, Factionalism – the enemy of the auto workers, Communist Party of Michigan, Detroit 1938
- B. Gebert, New Poland, Polonia Society of the International Workers Order, New York 1945, wstęp A. U. Pope.
- B. Gebert, O jedność i czyn Polonji amerykańskiej, Wyd. Stowarzyszenie Polonii Międzynarodowego Związku Robotniczego (ang. Polonia Society of the International Workers Order), New York 1947[27].
- B. Gebert, W obronie pokoju i jedności światowego ruchu zawodowego, Wyd. Centralna Rada Związków Zawodowych w Polsce, Warszawa 1949[28].
- B. Gebert, Pierwsi Polacy w Stanach Zjednoczonych, Wyd. Towarzystwo Łączności z Wychodźstwem „Polonia”, Warszawa 1958.
- B. Gebert, Five Hundred and Fifty Years of Diplomatic Relations Between Turkey and Poland, b.m.w. 1965[29].
- B. Gebert, Polacy w amerykańskich związkach zawodowych. Notatki i wspomnienia, Kraków 1976.
- B. Gebert, Postępowe tradycje Polonii amerykańskiej, Warszawa 1976[30].
- B. Gebert, Z Tykocina za ocean, Wyd. Czytelnik, Warszawa 1982. (autobiografia)

### Artykuły prasowe
- B. Gebert, „The St. Louis Strike and the Chicago Needle Trades Strikes”, The Communist, t. 12, nr 8 (sierpień 1933 r.), s. 800–809.
- B. Gebert, „The Significance of the Party Anniversary to the Polish Workers in the USA”, The Communist, t. 12, nr 9 (wrzesień 1933 r.), s. 955–962.
- B. Gebert, „Mass Struggles in the Chicago District and the Tasks of the Party”, The Communist, t. 12, nr 12 (grudzień 1933 r.), s. 1189–1200.
- B. Gebert, „Trotskyism, Vanguard of the Counter-revolutionary Bourgeoisie”, The Communist, t. 13, nr 1 (styczeń 1934 r.), s. 62–71.
- B. Gebert, „Check-Up on Control Tasks in the Chicago District”, The Communist, t. 13, nr 7 (lipiec 1934 r.), s. 711–717.
- B. Gebert, „The Meaning of Engels’ Teachings for the American Working Class”, The Communist, t. 14, nr 8 (sierpień 1935 r.), s. 709–722.
- B. Gebert, „The General Strike in Terre Haute”, The Communist, t. 14, nr 9 (wrzesień 1935 r.), s. 800–810.
- B. Gebert, „Our Tasks in Developing Activity Within the Company Unions”, The Communist, t. 15, nr 1 (styczeń 1936 r.), s. 47–57.
- B. Gebert, „The United Mine Workers Union Convention”, The Communist, t. 15, nr 3 (marzec 1936 r.), s. 211–219.
- B. Gebert, „The Steel Workers Give Their Mandate for Organization”, The Communist, t. 15, nr 6 (czerwiec 1936 r.), s. 498–507.
- B. Gebert, „Smashing Through Barriers to the Organization of the Steel Workers”, The Communist, t. 15, nr 8 (sierpień 1936 r.), s. 759–768.
- B. Gebert, „The Convention of 400,000”, The Communist, t. 16, nr 10 (październik 1937 r.), s. 891–905.
- B. Gebert, „The Steel Workers in Convention”, The Communist, t. 17, nr 2 (luty 1938 r.), s. 122–133.
- B. Gebert, „The Coal Miners in Convention”, The Communist, t. 17, nr 3 (marzec 1938 r.), s. 272–281[31].

## Film pt.New Polandnt. agenturalnej działalności B.Geberta
W 2010 powstał film dokumentalny pt. New Poland w reż. Roberta Kaczmarka i Grzegorza Brauna, który porusza m.in. wątek działalności agenturalnej B. K. Geberta. Tytuł inspirowany jest broszurą polityczną wydaną przez niego w 1945 w USA pod tym samym tytułem .